# Bruna Tatiana
Bruna Tatiana Lemmas Estevão, (Lobito, Benguela; 1978), más conocida como Bruna Tatiana, es una cantante angoleña.

## Biografía
Hija de un músico, creció escuchando las voces y ritmos de Aretha Franklin, Percy Sledge, Otis Redding, Louis Armstrong entre otros artistas de fama internacional que influenciaron en su música, incluyendo Soul and RnB. Estudió Artes Musicales en el Montgomery College de los Estados Unidos. A lo largo de su carrera ha grabado 3 discos y ha realizado duetos con artistas como Nelson Freitas and Matias Damásio. Ha sido reconocida por su último éxito "Eu falhei" (yo fallé) que la ha catapultado al top list musical en Angola.

## Carrera
Inició en 1997 cuando formó parte del grupo SSP que tuvo gran suceso en Angola al igual que con el grupo de gospel portugués Shout. El mismo año lanza su primer álbum como solista “my zouk side” que le valió el premio a la mejor nueva artista en los premios Angola.
En 2002, grabó su segundo álbum discográfico llamado “Bruna” que internacionalizó su carrera y permitió que ganara algunos premios en África. Con este disco ganó el premio del O Reel Music video Awards; al igual que el de mejor nuevo artista y la mejor baladista en los premios de la música de Angola. Participó en la primera edición del reality show Big Brother en África en 2003 de la cadena Gala TVC y en 2004 gana el premio a la mejor artista femenina, lo que le permite hacer varias giras por el continente africano.
Su último disco  “Butterfly Eleven” salió al mercado en 2011 y fue producido en los Estados Unidos e incluye temas como Please Don't Go, Último Beijo, Beautiful, Estou Cansada, Borboleta entre otros.
En 2012, Bruna, lanza el video oficial de su sencillo “Te Quero Bue”.

## Discografía
- 1999: Meu Lado Zouk
- 2002: Bruna
- 2011: Butterfly Eleven